# Raja Meziane
Raja Meziane (arabisch رجاء مزيان, DMG Raǧāʾ Mazyān; * 1988 in Maghnia) ist eine algerische Sängerin und Rapperin, Songwriterin, Anwältin und Aktivistin. Mit dem Song „Allo le Système“ ist die Algerierin eine politische Influencerin.

## Leben und Karriere
Meziane wurde 1988 in Maghnia, einer Stadt in der Provinz Tlemcen im Nordwesten Algeriens, geboren und wuchs in der Stadt Chouhada auf. Ihr Vater Ahmed („H'mida“) Meziane, ein Hochschulprofessor für Naturwissenschaften, starb jung an einer Herzerkrankung, als sie acht Jahre alt war. Als Kind machte Meziane ihre ersten Schritte in Theater und Musik in den Reihen der Pfadfinder in Maghnia. Mit 14 Jahren nahm sie ihr erstes Album mit Kinderliedern auf.
Als Jurastudentin an der Universität Abou Bekr Belkaïd in Tlemcen trat sie 2007 in die Talentshow Alhane wa chabab (die Maghreb-Version von Star Academy, auch Fame Academy) an, in der sie dann als Finalistin auftrat. Nachdem sie 2013 zwei Alben veröffentlicht hatte, bei denen einige Songs das Regime kritisierten, versuchte sie, einen Spielfilm zu drehen, für den sie das Drehbuch und die Musik des Soundtracks schrieb. Da sie dieses Projekt nicht finanzieren konnte, beschloss sie, sich ihrer Tätigkeit als Anwältin zu widmen. Der Bâtonnier von Algier lehnte es jedoch ohne Begründung ab, ihr ein Anwaltszertifikat auszustellen.
Ohne die Zulassung als Anwältin und in ihrer künstlerischen Karriere blockiert, entschloss sich Meziane Algerien zu verlassen. Sie ließ sich in die Tschechische Republik nieder, wo sie in Prag ihr Comeback mit einer neuen Single vorbereitete. Das politische geprägte Musikvideo von Meziane Allo le Système! wurde bis Ende 2019 mehr als 35 Millionen Mal auf YouTube angesehen. Weitere Anti-Regierungslieder, die sich mit sozialer Ungerechtigkeit, angeblicher Korruption und Ungleichheit befassen hatte sie im Exil veröffentlicht. Für Zehntausende junger Menschen in Algerien wurde sie so zu einer wichtigen Sprecherin der Proteste gegen das algerische Regime.

## Auszeichnungen und Ehrungen
Sie wurde im Oktober 2019 für ein Porträt der Reihe BBC 100 Women ausgewählt.

## Diskografie
Alben (Auswahl)
- 2010: Ya Hasra 3lik Ya Denya
- 2013: Mrayti